# Krista Nell
Krista Nell (* 21. Januar 1946 in Wien als Doris Kristanel; † 19. Juni 1975 in Rom) war eine österreichische Filmschauspielerin.

## Leben
Nell begann ihre Karriere in Frankreich, bevor sie nach Rom zog, wo sie einige Erfolge in Italowestern und italienischen Erotikkomödien hatte. Sie wurde zum Filmstar in Filmen wie La spada normanna, und Italowestern wie Quelle sporche anime dannate, Blindman, Uccidi Django… uccidi per primo!!! sowie Django und Sartana kommen.
Ihr letzter Film war La sanguisuga conduce la danza, bei dem sie für die Hauptrolle vorgesehen war. Aus gesundheitlichen Gründen spielte sie dann nur eine Nebenrolle. Sie starb im Alter von 29 Jahren an Leukämie. Sie hatte mehrere Jahre bis zu ihrem Tod eine Beziehung mit dem Schauspieler Ettore Manni.

## Filmografie (Auswahl)
- 1966: Der Mann, der aus dem Norden kam (Frontera al sur)
- 1967: Sumuru – Die Tochter des Satans (The Million Eyes of Sumuru)
- 1968: Im Staub der Sonne (Spara, gringo, spara)
- 1968: Django – Melodie in Blei (Uno di piu all'inferno)
- 1970: Django und Sartana kommen (Arrivano Django e Sartana… è la fine)
- 1971: Blindman, der Vollstrecker (Blindman)
- 1971: La spada normanna
- 1971: Quelle sporche anime dannate
- 1971: Uccidi Django… uccidi per primo!!!
- 1972: Man nennt ihn Sacramento (Sei jellato amico, hai incontrato Sacramento)
- 1972: Nur der Colt war sein Gott (La colt era il suo Dio)
- 1973: Die amourösen Nächte des Ali Baba (Le amorosi notti di Alì Babà)